# 戦車バイアスロン

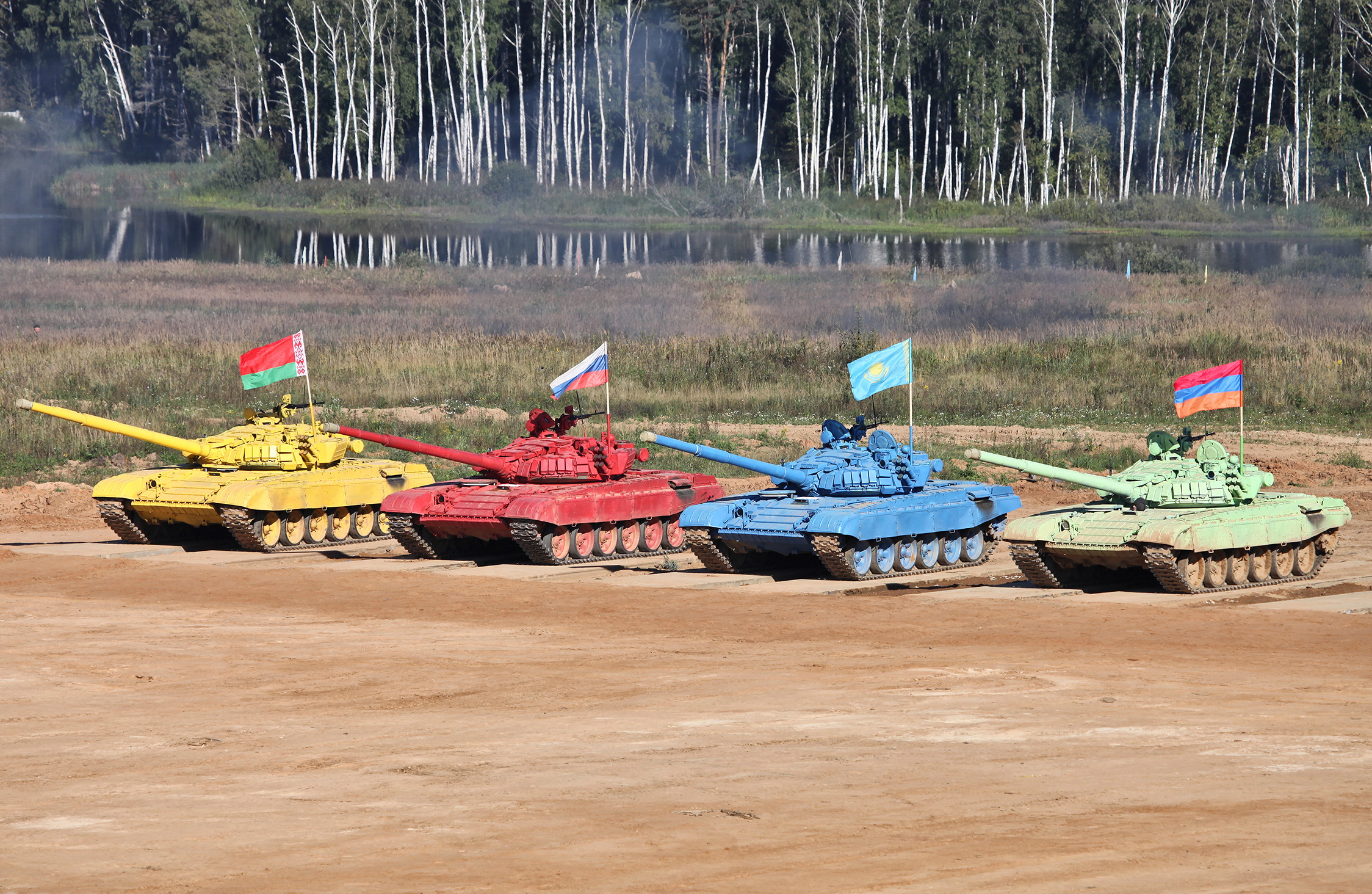
2013年に開催された第1回大会参加国の4輌のT-72B戦車。左からベラルーシ、ロシア、カザフスタン、アルメニア

戦車バイアスロン（せんしゃバイアスロン、ロシア語: Танковый биатлон）は、戦車を用いて、射撃と機動を行うロシアのモータースポーツである。

## 概要
冬季に行われるスポーツであるバイアスロンと同様に、戦車による射撃と機動を組み合わせた競技である。標的を外した場合、ペナルティとしての周回が課せられる点はバイアスロンと同様であり、これに加えて障害物や標識などの破壊により時間が加算されることになる。
射撃をこなした後に、障害物のあるルートの踏破を行い、障害物を乗り越えたり、標識に接触あるいは破壊した場合には10秒が加算され、最終的に得られたタイムで順位を競う。
競技の他、火器や戦車を始めとした軍用車両の展示も行われ、走行や射撃といったエキシビションも行われる。また、開始前には会場に車両が走行や射撃に伴って巻き上げる砂塵を防止するために散水が行われるが、この散水はポンプ車等による地上放水ではなく航空機による空中放水として行われ、これもエキシビジョンの一環として扱われている。エキシビションや展示会には競技使用車両であるT-72の改良発展型であるT-90戦車や、高性能モデルのT-80U、その他軍用機なども多数参加・展示しており、T-72顧客の参加国に対する販売促進も兼ねていると考えられる。

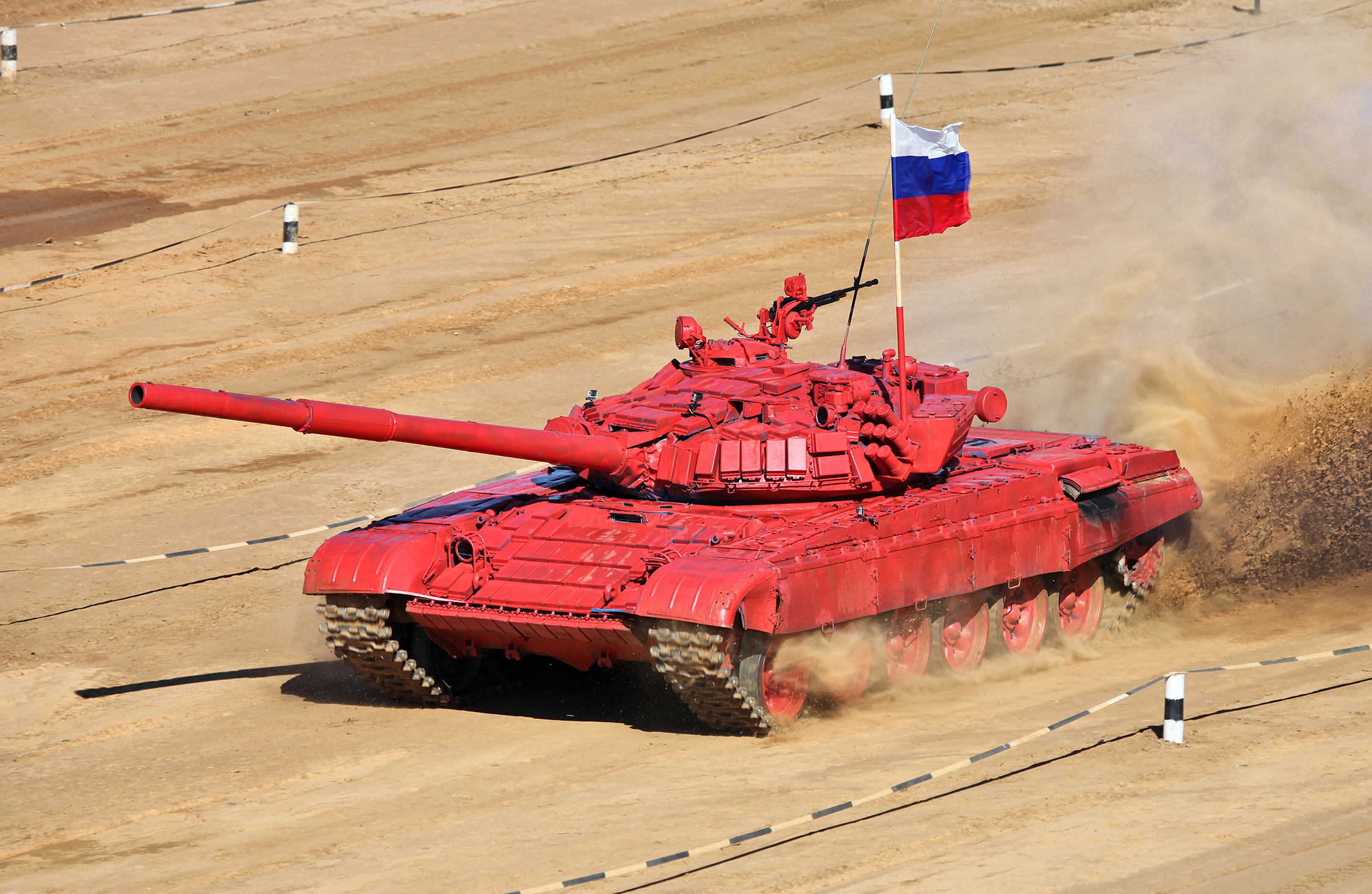
疾走するロシアの T-72B （2013年大会）
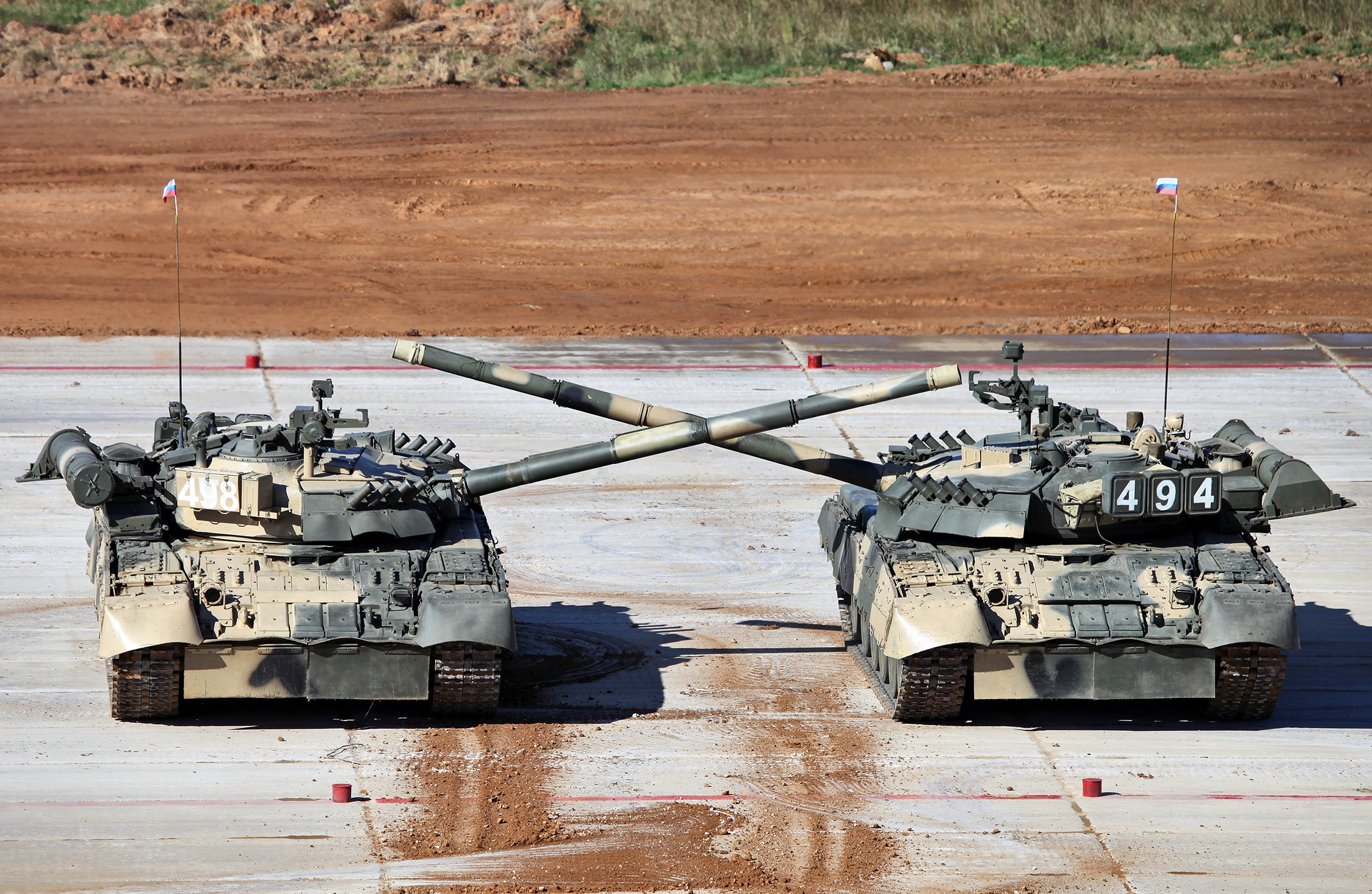
2013年大会におけるT-80Uによる演舞
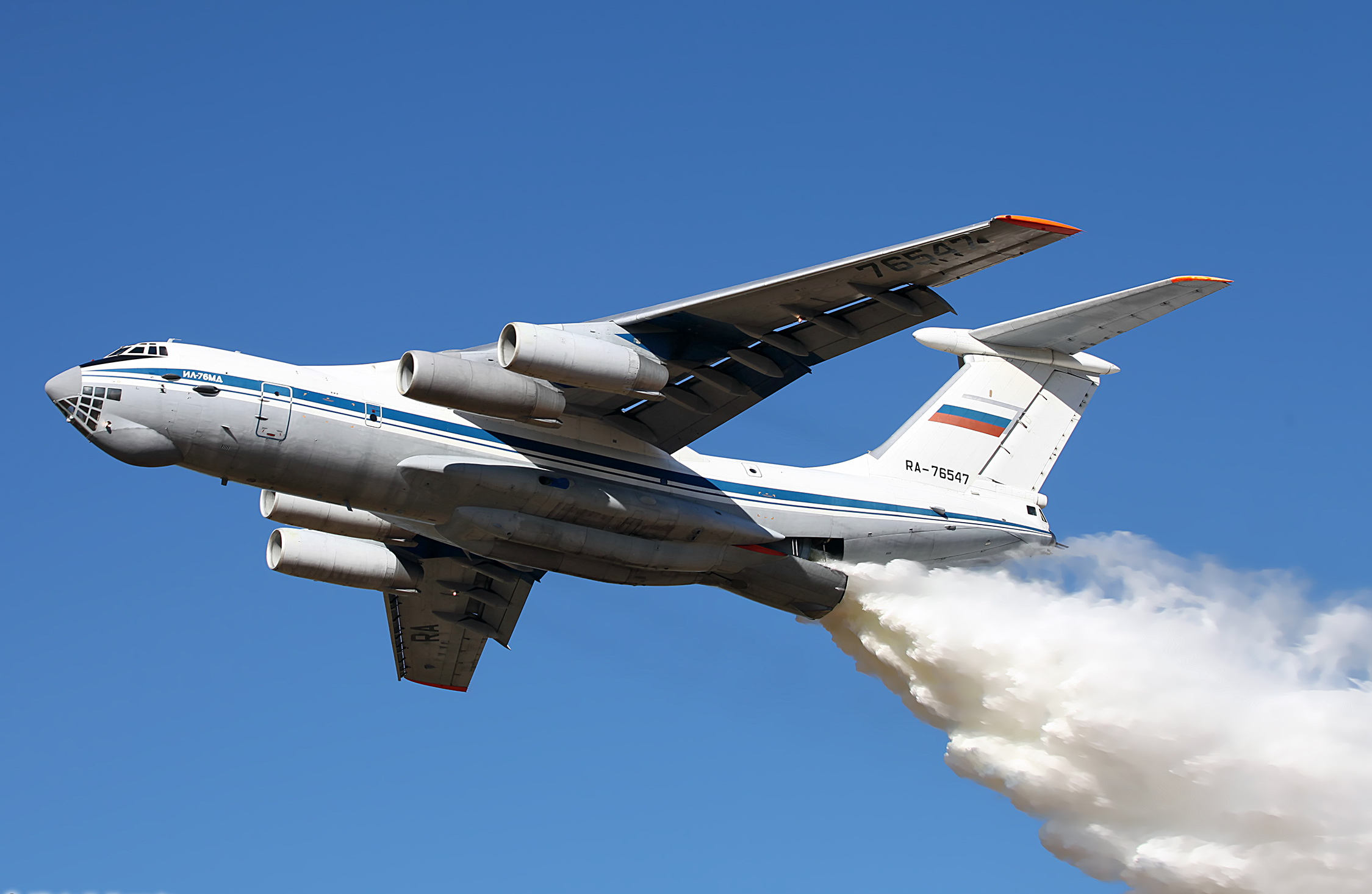
会場に散水を行うIL-76MDP輸送機（消防機型） （2013年大会）

## ルール
最初に8から10kmのコースを周回しながら射撃を行う。射撃内容は周回ごとに異なる内容で行われる。一周目は主砲による距離1,800m、1,700m、1,500mの各標的に対する射撃、二週目は距離600から700mの対戦車ロケット弾発射機と歩兵部隊を模した標的に対する同軸機銃による射撃、三週目は距離1,200mの対戦車砲及び対戦車ミサイル発射機への砲塔上重機関銃による射撃である。
各周5基の標的は固定されておらず、出現してから射撃を行うまでの時間は制限されている。射撃は、審判が射場を2.5km離れた位置から観測し、加えてUAVと射場のカメラによって判定される。目標を失中するごとに500メートルのペナルティが課せられる。
また最後の周回では様々な地形の障害物コースを走行する必要がある。用意された障害物を通らなかった、あるいは通過方法が不適切と判定された場合には、最終タイムに10秒のペナルティが加えられる。

## 実施

### 2013年
競技は、2013年より開始された。初年度はロシアが集団安全保障条約の加盟国であるアルメニア、カザフスタン、ベラルーシの3国を招いて、モスクワ郊外のアラビノ演習場で2013年8月12日から17日までの日程で開催された。国際大会に先立ち、ロシア国内では予選が行われている。
ロシア国防相セルゲイ・ショイグは、2013年8月9日に2014年度の開催に向けて、アメリカ合衆国、イタリア、ドイツの3国を招待していることを明らかにした。ロシアのメディアは、アメリカ合衆国国防長官チャック・ヘーゲルが招待に応じたことを報じているが、ナショナル・パブリック・ラジオによれば確認されていない。ロシア製戦車の宣伝という面があることはセルゲイ・ショイグの発言から指摘されており、46ヶ国の駐在武官が招待された。
イタリア国防相マリオ・マウロが、参加に前向きな回答をしていることが報じられている。

#### 競技
2013年度のコースは20km、射撃ミスのペナルティーは500mに設定された。
使用される車輌は開催国ロシアの提供するT-72Bに統一されているワンメイクレースである。
最終日には射撃の周回距離は6,100mに設定され、主砲による射撃距離は2,200mまで設定された。弾薬は射場に置かれたものに限定され、予備弾は与えられなかった。
対空火器用の低空を飛行する標的や、弾薬として砲発射ミサイルも用いられた。
最終日、26分のタイムでゴールしたロシアが優勝国となった。
| 順位 | 国名         | 車両 | タイム   |
| ---- | ------------ | ---- | -------- |
| 1位  | ロシア       | 赤   | 26分     |
| 2位  | カザフスタン | 青   | 26分52秒 |
| 3位  | ベラルーシ   | 黄   | 27分41秒 |
| 4位  | アルメニア   | 緑   | 32分17秒 |

### 2014年
モスクワ郊外のアラビノ射撃場で2014年8月4日より16日にかけて開催された。参加国が大幅に増加し12カ国となり、中華人民共和国、セルビアといったロシアの友好国が多数初参加した。
参加国の増加に伴い、前年では参加国ごとに行われていた色分けはグループカラーに変更されている。また、ルールが一部変更され、自国の戦車を持ち込める国は自国車両による参加が認められた。これにより、ロシアは自国の装備するT-72の最新鋭近代化改修型であるT-72B3で、中国は自国産の96A式戦車で出場した。

2014年大会の参加国
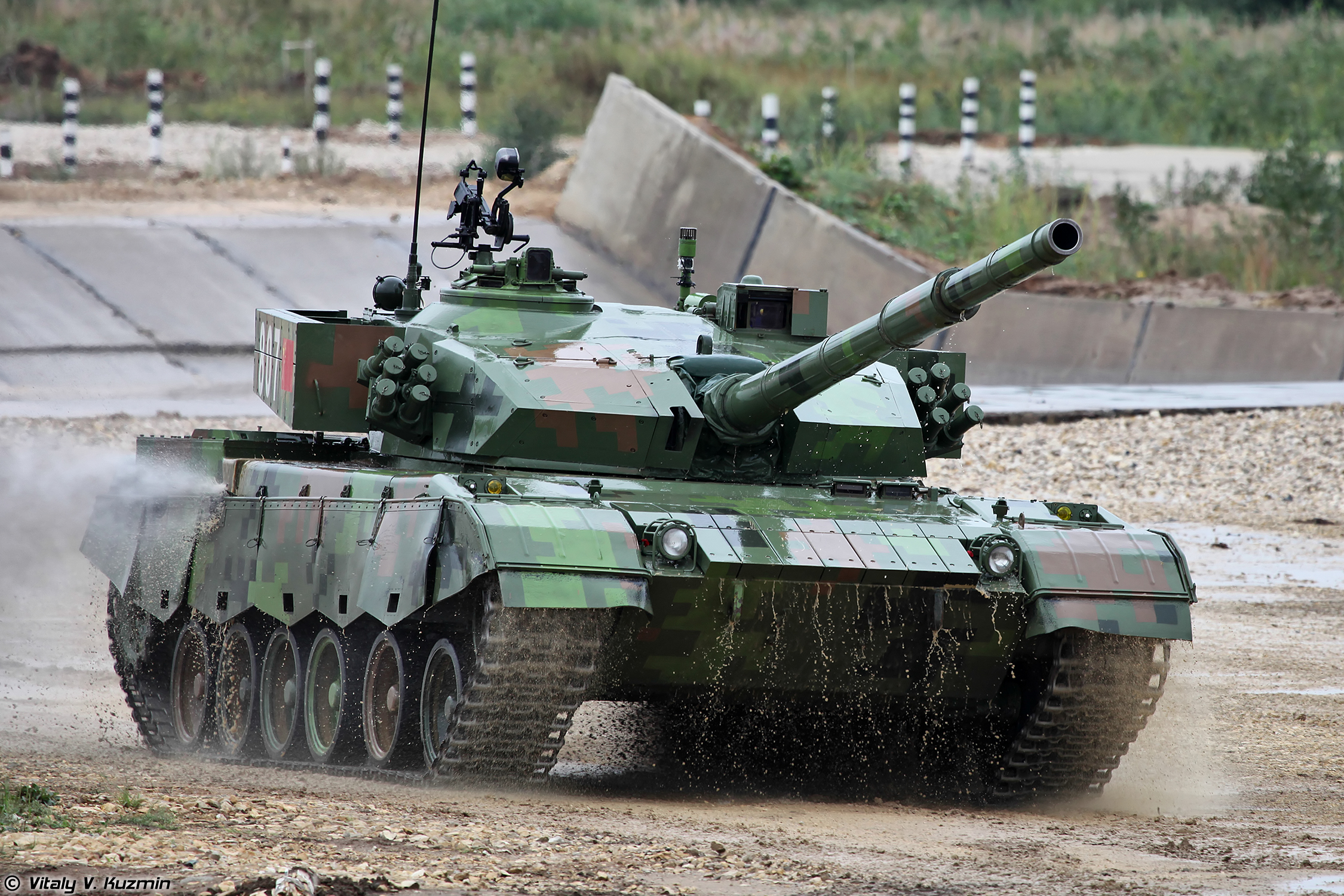
初参加した中国人民解放軍の96A式戦車

### 2015年
2015年8月に開催された、2015年ロシア国際軍事競技大会の14種目の競技中の一つとして、同年8月1日より15日にかけてモスクワのアラビノ演習場で実施された。参加国は前年よりも増加し17カ国となり、ニカラグアとタジキスタンが初参加した。反面、これまでの大会で好成績を収めているベラルーシは「十分な参加体制が整う準備期間が与えられていない」として、国際軍事競技大会自体には参加したものの、戦車バイアスロンには不参加を決定して欠場した。
なお、この年から用意されるT-72戦車は近代化改修された最新型であるT-72B3となり、前回に引き続き自国産の96A式戦車で出場した中国以外は全てT-72B3を使用して参加した。

### 2016年
2016年7～8月に開催された「2016年ロシア国際軍事競技大会」競技中の一つとして、同年7月30日から8月13日にかけてモスクワのアラビノ演習場で実施された。前年大会不参加のベラルーシは再び参加したが、参加国は13カ国に留まった。
なお、ベラルーシは車輌自体はほぼ同じT-72B3ながら自軍の車両（製造自体はロシア）を用いて参加し、中華人民共和国に続く自軍戦車（96B式戦車）での出場国となった。

### 2017年
2017年7月29日から8月12日にかけモスクワのアラビノ演習場で実施された。ラオスとウガンダが初参加し、参加国は過去最大の19カ国となった。
これまではロシア提供の車両により参加していたインドは、「自国の車両でなければ選手として参加した戦車乗員が最大の成果を発揮できない」として、T-90戦車を自国でライセンス生産したモデルであるT-90S“ビーシュマ”を持ち込み、中華人民共和国以外では初めて自国製車両を用いて参加したが、車両故障によりリタイアとなった。

### 2018年
2018年7月28日から8月11日にかけモスクワのアラビノ演習場で実施された。 ベトナム、ミャンマー、 シリア、南アフリカが初参加し、参加国は初めて20カ国を超え、22カ国となった。
過去最大の20カ国を超える参加国のためにロシアが用意したT-72戦車は90両余りに登った。中華人民共和国とベラルーシは引き続き自前の車両を用いて参加している。

### 2019年
2019年8月3日から8月17日にかけモスクワのアラビノ演習場で実施された。 参加国は23カ国で、インドは初参加以来初めて欠場した。
今年度よりはグループリーグ制が導入され、前回2018年度の成績により2グループに分けられている。